# Jüdischer Friedhof (Grybów)

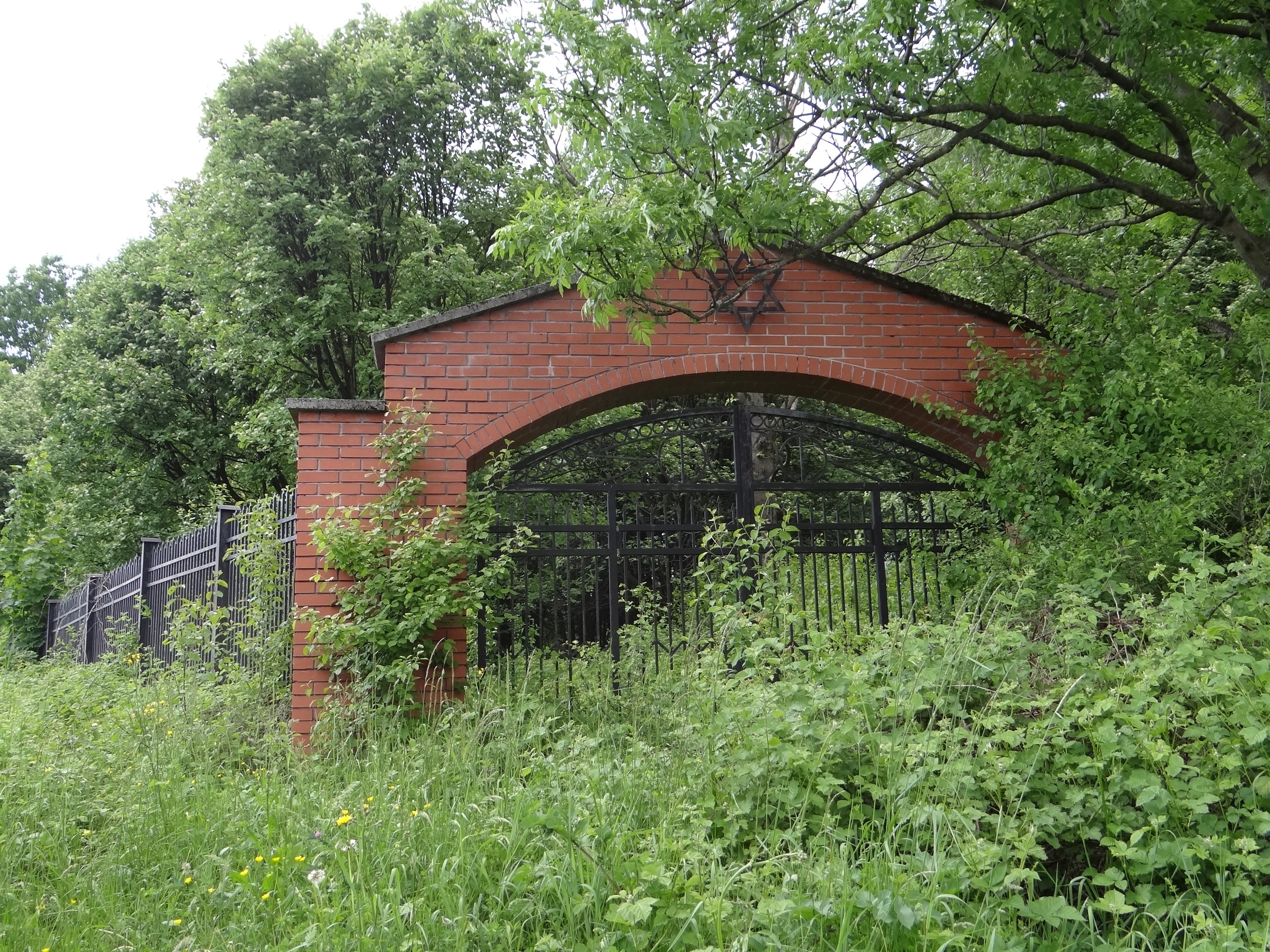
Eingang zum jüdischen Friedhof in Grybów

Der Jüdische Friedhof in Grybów, einer polnischen Stadt in der Woiwodschaft Kleinpolen, wurde im 18. Jahrhundert angelegt. Der jüdische Friedhof westlich der Stadt ist ein geschütztes Kulturdenkmal.
Auf dem circa 3500 m² großen Friedhof sind heute nur noch 50 Grabsteine vorhanden.